# Campeonato Mundial de Boxeo Aficionado de 1991
El VI Campeonato Mundial de Boxeo Aficionado se celebró en Sídney (Australia) entre el 15 y el 23 de noviembre de 1991 bajo la organización de la Asociación Internacional de Boxeo (AIBA) y la Federación Australiana de Boxeo Amatuer.

## Medallistas
| Evento                | Oro                          | Plata                            | Bronce                                                 |
| --------------------- | ---------------------------- | -------------------------------- | ------------------------------------------------------ |
| Minimosca (48 kg)     | Eric Griffin Estados Unidos  | Rogelio Marcelo · Cuba           | Nelson Dieppa Puerto Rico Daniel Petrov Bulgaria       |
| Mosca (51 kg)         | István Kovács · Hungría      | Chol Sun-Choe Corea del Norte    | Mustafa Hasan · Egipto Yuliyan Strogov · Bulgaria      |
| Gallo (54 kg)         | Serafim Todorov Bulgaria     | Enrique Carrión · Cuba           | Vladislav Antonov URSS Li Gwang-Sik Corea del Norte    |
| Pluma (57 kg)         | Kirkor Kirkorov Bulgaria     | Park Duk-Kyu Corea del Norte     | Arnaldo Mesa · Cuba Hocine Soltani · Argelia           |
| Ligero (60 kg)        | Marco Rudolph · Alemania     | Artur Grigorian URSS             | Vasile Nistor · Rumania Justin Rowsell · Australia     |
| Superligero (63,5 kg) | Konstantin Tsziu URSS        | Vernon Forrest Estados Unidos    | Candelario Duvergel · Cuba Moses James · Nigeria       |
| Wélter (67 kg)        | Juan Hernández Sierra · Cuba | Andreas Otto · Alemania          | Stefan Scriggins · Australia Francisc Vaștag · Rumania |
| Semimedio (71 kg)     | Juan Lemus García · Cuba     | Israyel Akopkojian URSS          | Ole Klemetsen · Noruega Torsten Schmitz · Alemania     |
| Medio (75 kg)         | Tommaso Russo · Italia       | Alexandr Lebziak URSS            | Ramón Garbey · Cuba Christopher Johnson · Canadá       |
| Semipesado (81 kg)    | Torsten May · Alemania       | Andrei Kurniavka URSS            | Dale Brown · Canadá Mehmet Gürgen · Turquía            |
| Pesado (91 kg)        | Félix Savón · Cuba           | Arnold Vanderlyde · Países Bajos | Chae Sung-Bae Corea del Sur David Tua Nueva Zelanda    |
| Superpesado (+91 kg)  | Roberto Balado Méndez · Cuba | Svilen Rusinov Bulgaria          | Yevgueni Belousov URSS Larry Donald Estados Unidos     |

## Medallero
| Núm. | País            | Oro | Plata | Bronce | Total |
| ---- | --------------- | --- | ----- | ------ | ----- |
| 1    | Cuba            | 4   | 2     | 3      | 9     |
| 2    | Bulgaria        | 2   | 1     | 2      | 5     |
| 3    | Alemania        | 2   | 1     | 1      | 4     |
| 4    | URSS            | 1   | 4     | 2      | 7     |
| 5    | Estados Unidos  | 1   | 1     | 1      | 3     |
| 6    | Hungría         | 1   | 0     | 0      | 1     |
| 6    | Italia          | 1   | 0     | 0      | 1     |
| 8    | Corea del Norte | 0   | 1     | 1      | 2     |
| 8    | Corea del Sur   | 0   | 1     | 1      | 2     |
| 10   | Países Bajos    | 0   | 1     | 0      | 1     |
| 11   | Australia       | 0   | 0     | 2      | 2     |
| 11   | Canadá          | 0   | 0     | 2      | 2     |
| 11   | Rumania         | 0   | 0     | 2      | 2     |
| 13   | Argelia         | 0   | 0     | 1      | 1     |
| 13   | Egipto          | 0   | 0     | 1      | 1     |
| 13   | Nigeria         | 0   | 0     | 1      | 1     |
| 13   | Noruega         | 0   | 0     | 1      | 1     |
| 13   | Nueva Zelanda   | 0   | 0     | 1      | 1     |
| 13   | Puerto Rico     | 0   | 0     | 1      | 1     |
| 13   | Turquía         | 0   | 0     | 1      | 1     |
|      | TOTAL           | 12  | 12    | 24     | 48    |